# بيتر بوردمان
بيتر بوردمان (بالإنجليزية: Peter Boardman)‏ هو متسلق جبال بريطاني، ولد في 25 ديسمبر 1950 في ستوكبورت في المملكة المتحدة، وتوفي في 17 مايو 1982 في جبل إفرست في نيبال.